# شون ريان (لاعب كرة قدم أمريكية)
شون ريان (بالإنجليزية: Sean Ryan)‏ هو لاعب كرة قدم أمريكية أمريكي، ولد في 27 مارس 1980 في بوفالو في الولايات المتحدة.

## وصلات خارجية
- شون ريان على موقع مرجع كرة القدم المحترفة.كوم (الإنجليزية)